# 후지와라노 고시
후지와라노 코시/테루코(일본어: 藤原 媓子 ふじわら の こうし/てるこ[*], 덴랴쿠 원년 (947년) - 덴겐 2년 6월 3일 (979년 6월 29일))는 헤이안 시대 중기, 관백 후지와라노 카네미치의 장녀이다. 어머니는 아리아키라 친왕 (다이고 천황의 황자)의 왕녀 쇼시 여왕이다. 다만, 모토히라 친왕 (요세이 천황의 황자)의 왕녀라는 설도 있다. 엔유 천황의 중궁이다. 별명으론 호리카와 중궁(堀河中宮)이다.

## 생애
덴로쿠 3년 (972년), 아버지 카네미치가 관백에 취임했다. 덴로쿠 4년 (973년) 2월에 엔유 천황의 후궁에 들어갔다. 같은 해 4월에 뇨고 선하를 받고, 다시 7월엔 중궁에 책립되었다. 조겐 2년 (977년), 아버지 카네미치가 사망하였다. 덴겐 2년 (979년), 33세의 나이로 붕어했다.
「오오카가미(大鏡)」에 의하면, 어릴 때에는 아버지 카네미치가 돌아보지 않았지만, 뛰어난 인품이었다고 하며, 또 카네미치에게는 달리 적령의 딸도 없었기에, 당시로서는 늦은 나이인 27세의 나이로 후궁에 들어갔다. 또한, 당시 "중간계투"로 간주되고 있던 엔유 천황의 후궁으로 들어가는 것을 꺼린 많은 귀족들 사이에, 카네미치만이 천황의 원복 후 얼마 지나지 않아 후궁으로 보낸 것, 엔유 천황의 동복 여동생이었던 센시 내친왕 (選子内親王)을 카네미치가 자신의 저택인 호리카와도노(堀河殿)에 데려와 아키코 여왕(昭子女王)・코시 모녀가 양육했다는 점이 주목을 받고 있다.
남편 엔유 천황보다 12세나 연상이지만, 부부 사이는 화목했던 모양이지만, 자식을 얻지 못했고, 또 아버지 카네미치가 죽은 후에 유력한 후견을 잃고, 중궁에 책봉된지 불과 6년만에 붕어했다. 그 결과, 비어버린 중궁 자리를 둘러싸고 후지와라노 요리타다의 딸 쥰시와 후지와라노 카네이에의 딸 센시가 다투게 되었다.

## 참고문헌
- 하가 노보루 등 감수 『일본여성인명사전(日本女性人名辞典)』 일본도서센터, 1998년